# Movimiento Nour al-Din al-Zenki
Movimiento Nour al-Din al-Zenki (en árabe: حركة نور الدين الزنكي‎: حركة نور الدين الزنكي, Movimiento Nour al-Din al-Zenki) es un grupo insurgente islamista implicado en la Guerra Civil Siria. En 2014 y 2015 era parte del Consejo de Mando Revolucionario Sirio y en aquel periodo recibió misiles antitanque BGM-71 TOW de parte de Estados Unidos. A partir de 2014, se dice que es uno del más importantes facciones rebeldes en Alepo. El 18 de febrero de 2018, el Movimiento Nour al-Din al-Zenki se fusionó con Ahrar al-Sham para formar el Frente de Liberación de Siria.

## Historia
Harakat Nour al-Din al-Zenki fue formado a finales de 2011 por Shaykh Tawfiq Shahabuddin en el área de Shaykh Salman al noroeste de Alepo. La concentración de soldados más grande del grupo en la ciudad de Alepo es en los suburbios del noroeste. Harakat Nour al-Din al-Zenki participó en los enfrentamientos iniciales desde que empezó la Batalla de Alepo en julio de 2012, capturando el barrio Salaheddine, a pesar de que pronto retiró su cuartel general al campo.
El grupo ha pasado por muchas afiliaciones desde que fue fundada. Inicialmente fue una rama del Movimiento al-Fajr, entonces se unió a las Brigadas Tawhid durante el ataque en Alepo, antes de retirarse y aliándose con el Frente de Autenticidad y Desarrollo, una coalición de grupos rebeldes islamistas saudíes financiados por el gobierno de Arabia Saudita. En enero de 2014, Harakat Nour al-Din al-Zenki fue una de las facciones el grupo Ejército de los Muyahidines, como forma de enfrentarse al Estado Islámico.
Aun así, en mayo de 2014 se retiró de la alianza y posteriormente recibió un fuerte apoyo financiero de Arabia Saudita, el cual había sido reticente de apoyar al Ejército debido a sus enlaces con los Hermanos Musulmanes de Siria. El grupo también recibió ayuda financiera recibida de los Estados Unidos, en un programa de la CIA programa para apoyar a los grupos rebeldes moderados, según  el Centro de Operaciones Militares (MOC) con base en Turquía. Sin embargo, por octubre de 2015, el grupo reclamó que ya no era más suministrado por el MOC,  "debido a informes regulares en los que habían cometido maltratos."
En diciembre de 2014, Harakat Nour al-Din al-Zenki unió el Frente Levante, una coalición numerosa de islamista rebeldes que operabam en Alepo. El 6 de mayo de 2015,  otros trece grupos con base en Alepo se unieron en la junta de operaciones de Fatah Halab.
El 19 de octubre de 2015, se informó que el comandante militar del grupo murió durante las luchas contra las fuerzas de gobierno que se acercaban al área de Alepo.
Durante las conversaciones por la paz en Siria en Viena de 2015, Jordania estuvo encargada de formular una lista de grupos terroristas; el grupo fue informado de que ha sido colocado en esta lista.

## Crímenes de guerra
Según la Amnistía Internacional, Harakat Nour al-Alboroto al-Zenki, junto con la 16.ª División, el Frente Levante, Ahrar al-Sham, y el Frente al-Nusra, estuvo implicado en la abducción y tortura de periodistas y trabajadores humanitarios en la Alepo controlada por los rebeldes durante 2014 y 2015.
El 19 de julio de 2016, durante la ofensiva del norte de Alepo, apareció un vídeo que mostraba a combatientes del al-Zenki mientras decapitaban a un niño palestino llamado Abdullah Tayseer Al Issa, de 12 años de edad. En el vídeo,  decían que el niño estaba luchando para el gobierno sirio en Alepo con Liwa al-Quds. Liwa al-Quds negó esto y reclamó que el niño era un refugiado palestino de una pobre familia, quién había sido secuestrado. El día siguiente, una cuenta de medios de comunicación social supuestamente poseída por la hermana de Abdallah Issa, Zoze Issa, reclamó que Issa era un sirio del distrito de Wadi al-Dahab en Homs, quién se hizo voluntario para luchar con las fuerzas pro-gubernamentales. En una declaración, al-Zenki condenó el asesinato y reclamó  sea una "equivocación individual que no representa la política general del grupo", y que habían detenido aquellos que estaban implicados. En el video aparecía Ammar Shaaban Salkho, uno de los comandantes del grupo, siendo este duramente criticado, y sería asesinado en los combates en Camp Handarat, al norte de Alepo.
El 23 de julio de 2016, el grupo lanzó cohetes a un parque público al oeste Aleppo, matando al menos 10 civiles e hiriendo a otros 44. El parque no tenía presencia militar.
El Ministerio de Defensa Ruso acusó al grupo terrorista de haber realizado un ataque con armas químicas en una zona residencial ubicada cerca de Salah al Din, en Alepo, en una zona controlada por el mismo grupo, el 2 de agosto de 2016. Como resultado del ataque con gas venenoso, murieron al menos siete personas y al menos 23 más presentaron signos de asfixia y quemaduras en vías respiratorias.